# گرامبوو
گرامبوو (به آلمانی: Grambow) یک شهر در آلمان است که در نوردوست‌مکلنبورگ واقع شده‌است. گرامبوو ۷۰۸ نفر جمعیت دارد.